# Atletica leggera ai Giochi della XXIII Olimpiade - Lancio del disco femminile
Il lancio del disco ha fatto parte del programma femminile di atletica leggera ai Giochi della XXIII Olimpiade. La competizione si è svolta nei giorni 10-11 agosto 1984 al «Memorial Coliseum» di Los Angeles.

## Assenti a causa del boicottaggio
Nota: le prestazioni, ove non indicato, sono state ottenute nell'anno olimpico.
| Primatista mondiale    | 73,26 | 1983      | Galina Savinkova |
| Primatista stagionale  | 73,10 | 20 luglio | Gisela Beyer     |
| Camp.ssa mondiale 1983 | 72,32 | 13 luglio | Martina Opitz    |
| Terza al mondo         | 72,02 | 20 luglio | Irina Meszynski  |
| Quarta al mondo        | 72,00 | 28 luglio | Zdenka Silhavá   |

## Risultati

### Turno eliminatorio
Qualificazione55,00 m
Otto atlete ottengono la misura richiesta. Ad esse vanno aggiunti i 4 migliori lanci, fino a 53,34 m.

La miglior prestazione appartiene a Ria Stalman (NLD) con 58,28.

### Finale
Stadio «Memorial Coliseum», sabato 11 agosto.
| Pos | Paese          | Atleta               | Misura  |
| --- | -------------- | -------------------- | ------- |
|     | Paesi Bassi    | Ria Stalman          | 65,36 m |
|     | Stati Uniti    | Leslie Deniz         | 64,86 m |
|     | Romania        | Florența Crăciunescu | 63,64 m |
| 4°  | Finlandia      | Ulla Lundholm        | 62,84 m |
| 5°  | Regno Unito    | Meg Ritchie          | 62,58 m |
| 6°  | Germania Ovest | Ingra Manecke        | 58,56 m |
| 7°  | Regno Unito    | Venissa Head         | 58,18 m |
| 8°  | Australia      | Gael Martin          | 55,88 m |